# 신메이촌 (도야마현)
신메이촌(神明村)은 도야마현 네이군에 있던 촌이다. 

## 역사
- 1889년 4월 1일 - 정촌제 시행에 의해 네이군 신메이촌이 성립하였다.
- 1940년 9월 1일 -  도야마시에 편입되었다.

## 참고문헌
- 『市町村名変遷辞典』東京堂出版、1990年。